# NANA MIZUKI LIVE GRACE -ORCHESTRA-
『NANA MIZUKI LIVE GRACE -ORCHESTRA-』（ナナ・ミズキ・ライブ・グレイス・オーケストラ）は、水樹奈々の10作目となるライブ映像作品（通算15作目の映像作品）。2011年10月5日にキングレコードからBlu-ray Disc、DVDが発売された。

## 概要
自身のライブ映像作品としては、前作『NANA MIZUKI LIVE GAMES×ACADEMY』から約10ヶ月ぶりのリリース。LIVE GRACE -ORCHESTRA-には1月23日の公演、HIBARI 7 DAYS -美空ひばりに憧れて- には2月26日の公演が収録されている。映像特典として、LIVE GRACE -ORCHESTRA-の公演のメイキング映像、水樹と三嶋章夫のオーディオコメンタリーが収録されている。初回特典としてSPECIAL BOX&デジパック仕様となっている。 
ダンス曲は無くチーム水樹のダンサー「TEAM YO-DA」は、不参加。LIVE GRACE -ORCHESTRA-は、ストリングスが多くなった水樹に東京ニューシティ管弦楽団から「いっしょにやりませんか?」と連絡があり、兼ねてよりオーケストラと共演したいと三嶋に話していた水樹は「是非やらせて下さい。」と即答し本ライヴが実現した。指揮者の藤野浩一との打ち合わせで「オーケストラでは原曲と同じ速さで演奏することが不可能」(管楽器を使う曲)と説明され一部曲は若干遅くなっている。MC-1で藤野の「みんなと同じ目線で僕はファンクラブに入ります。会員番号取るぞ!」発言は、リップサービスではなく実際に入会した。
恒例の最後に参加者全員で手をつないで観客への挨拶は、今回ステージ上には132人と一列に並べないので水樹、藤野、上松美香の3人に省略されている。1月22日には、東京ニューシティ管弦楽団を設立した内藤彰が招待されサイリュームを観客が指揮者もいないのにリズムにぴったりと合っている事に絶賛した。なおコンサートマスターをした室屋光一郎は本ライヴがきっかけとなり「NANA MIZUKI LIVE CASTLE 2011」では「cherry boys」として参加している。
TOKYO FMの水樹奈々のMの世界ではLIVE GAMESに続きTOKYO FMのある半蔵門から西武ドームまでのマラソンを今回も半蔵門から横浜アリーナまでのマラソンを元陸上部のオタッフ「ゆーちゃん」が参加し完走したとMCで水樹に紹介され観客にもおめでとうコールを受ける。
HIBARI 7 DAYS -美空ひばりに憧れて- は美空ひばり23回忌(6日目)として世田谷パブリックシアターでの美空ひばりの6曲と自身にとって特別な曲「深愛」を収録している。５曲目の「港町十三番地」は神奈川県横浜市のご当地ソング。

## 収録内容

### NANA MIZUKI LIVE GRACE -ORCHESTRA-
| 01 | OPENING                           |
| 02 | 天空のカナリア                    |
| 03 | Tears' Night                      |
| 04 | MC-1                              |
| 05 | undercover                        |
| 06 | ファーストカレンダー              |
| 07 | テルミドール ―Vingt-Sept―         |
| 08 | MC-2                              |
| 09 | PHANTOM MINDS                     |
| 10 | MARIA&JOKER                       |
| 11 | SHORT MOVIE「あの日夢見た願い」   |
| 12 | Justice to Believe                |
| 13 | MC-3                              |
| 14 | オルゴールとピアノと ―holy style― |
| 15 | MC-4                              |
| 16 | LOOKING ON THE MOON               |
| 17 | 大好きな君へ                      |
| 18 | MC-5                              |
| 19 | Astrogation                       |
| 20 | Bolero                            |
| 21 | Orchestral Fantasia               |
| 22 | ETERNAL BLAZE                     |
| 23 | Crystal Letter                    |
| 24 | MC-6                              |
| 25 | Heart-shaped chant                |
| 26 | MC-7                              |
| 27 | 深愛                              |
| 28 | LINE UP                           |
| 29 | encore                            |
| 30 | MC-8                              |
| 31 | SUPER GENERATION                  |
| 32 | MC-9                              |
| 33 | Sing Forever                      |
| 34 | LINE UP 2                         |
| 35 | w encore                          |
| 36 | MC-10                             |
| 37 | POWER GATE（アカペラ）            |
| 38 | MC-11                             |
| 39 | END ROLL                          |

### HIBARI 7 DAYS-美空ひばりに憧れて-
| 01 | INTRODUCTION     |
| 02 | 東京キッド       |
| 03 | 悲しき口笛       |
| 04 | MC-1             |
| 05 | 港町十三番地     |
| 06 | あの丘越えて     |
| 07 | 真赤な太陽       |
| 08 | MC-2             |
| 09 | 川の流れのように |
| 10 | MC-3             |
| 11 | 深愛             |

### 特典映像
1. MAKING OF LIVE GRACE -ORCHESTRA-
2. LIVE GRACE -ORCHESTRA-オーディオコメンタリー

### サポートメンバー
| LIVE GRACE -ORCHESTRA-             |                           |
| 藤野浩一                           | 指揮者                    |
| Tokyo New City Orchestra           | オーケストラ              |
| GRACE SPECIAL CHORUS隊             | コーラス                  |
| cherry boys                        |                           |
| 大平勉                             | キーボード                |
| 北島健二                           | ギター                    |
| 渡辺格                             | ギター                    |
| 坂本竜太                           | ベース                    |
| 福長雅夫                           | パーカッション            |
| 渡辺豊                             | ドラム                    |
| 上松美香                           | アルパ (スペシャルゲスト) |
| HIBARI 7 DAYS -美空ひばりに憧れて- |                           |
| ソノダバンド                       |                           |
| 園田涼                             | キーボード                |
| 熱田哲                             | ヴァイオリン              |
| 橋本亮                             | チェロ                    |
| 赤股賢二郎                         | ギター                    |
| 牧瀬崇之                           | ベース                    |
| 小山田和正                         | ドラム                    |